# Mac Kiger
Mac Kiger (* 19. Dezember 1998 in Katonah, New York) ist ein US-amerikanischer Tennisspieler.

## Karriere
Kiger spielte zwischen 2014 und 2016 auf der ITF Junior Tour, wo er einen Einzel- und vier Doppeltitel bei unterklassigen Veranstaltungen gewann. In der Junioren-Rangliste erreichte er Platz 295.
Nach dem Abschluss an der Laurel Springs School begann er 2018 ein Studium der Sportwissenschaften an der University of North Carolina at Chapel Hill. Dort spielte er für die College-Tennis-Mannschaft und wurde 2020 im Doppel als All-American ausgezeichnet. 2022 schloss er das Studium mit einem Bachelor ab.
Nachdem er zuvor erste Profiturniere bestritten hatte, nahm Kiger ab Mitte 2022 regelmäßig daran teil. Er spezialisierte sich dabei zunehmend auf das Doppel, während er im Einzel auf der drittklassigen ITF Future Tour dreimal das Halbfinale erreichte und auf Platz 918 der Weltrangliste vorrückte. Nach 2023 konzentrierte er sich ausschließlich auf das Doppel. Im Doppel gewann er 2023 fünf Future-Titel und erzielte erste Erfolge auf der ATP Challenger Tour. Nach einem Halbfinale in Lexington erreichte er mit Mitchell Krueger in Knoxville sein erstes Challenger-Endspiel. Das Jahr beendete er auf Platz 243 und musste fortan nicht mehr bei Futures antreten. 2024 folgten sein sechster Future-Titel sowie Finalteilnahmen bei zwei weiteren Challenger-Turnieren in Granby und Chicago. Mit Andrés Andrade sicherte er sich in Granby seinen ersten Challenger-Titel und erreichte daraufhin sein Karrierehoch mit Platz 157.

## Erfolge
| Legende (Anzahl der Siege) |
| Grand Slam                 |
| ATP Finals                 |
| ATP Tour Masters 1000      |
| ATP Tour 500               |
| ATP Tour 250               |
| ATP Challenger Tour (2)    |

### Doppel

#### Turniersiege
| Nr. | Datum          | Turnier | Belag     | Partner        | Finalgegner                   | Ergebnis         |
| --- | -------------- | ------- | --------- | -------------- | ----------------------------- | ---------------- |
| 1.  | 20. Juli 2024  | Granby  | Hartplatz | Andrés Andrade | Justin Boulais Joshua Lapadat | 3:6, 6:3, [10:2] |
| 2.  | 9. August 2025 | Chicago | Hartplatz | Ryan Seggerman | Theo Winegar Michael Zheng    | 6:4, 3:6, [10:5] |